# Campania Puteolana Calcio 1988-1989
Questa pagina raccoglie i dati riguardanti il Campania Puteolana nelle competizioni ufficiali della stagione 1988-1989.

## Divise e sponsor
| Manica sinistra · Maglietta · Manica destra · Pantaloncini · Calzettoni |

## Organigramma societario
Area direttiva
- Presidente:  Antonio Morra Greco
- Direttore sportivo:  Riccardo Franceschini

Area tecnica
- Allenatore:  Cané

## Rosa
| N. |                   | Ruolo | Calciatore          |
| -- | ----------------- | ----- | ------------------- |
|    | Italia (bandiera) | P     | Francesco Anellino  |
|    | Italia (bandiera) | P     | Vincenzo Di Filippo |
|    | Italia (bandiera) | D     | Massimo Bigotto     |
|    | Italia (bandiera) | D     | Giuseppe Bonanno    |
|    | Italia (bandiera) | D     | Gaetano Costa       |
|    | Italia (bandiera) | D     | Giuseppe Foti       |
|    | Italia (bandiera) | D     | Vincenzo Marino     |
|    | Italia (bandiera) | D     | Walter Vio          |
|    | Italia (bandiera) | C     | Lorenzo Battaglia   |
|    | Italia (bandiera) | C     | Massimiliano Crisci |

| N. |                   | Ruolo | Calciatore                 |
| -- | ----------------- | ----- | -------------------------- |
|    | Italia (bandiera) | C     | Alessandro Liguori         |
|    | Italia (bandiera) | C     | Silvano Pivotto            |
|    | Italia (bandiera) | C     | Riccardo Domenico Prostamo |
|    | Italia (bandiera) | C     | Stefano Sacco              |
|    | Italia (bandiera) | C     | Pasquale Salerno           |
|    | Italia (bandiera) | C     | Gennaro Sarnelli           |
|    | Italia (bandiera) | C     | Domenico Varriale          |
|    | Italia (bandiera) | A     | Carlo Collaro              |
|    | Italia (bandiera) | A     | Federico Maci              |
| 7  | Italia (bandiera) | A     | Vincenzo Salicone          |

## Risultati

### Campionato

#### Girone di andata
| 11 settembre 1988 1ª giornata | Juventus Stabia | 0 – 3 Maci-Liguori-Maci | Campania |  |

| 18 settembre 1988 2ª giornata | Campania | 2 Collaro- Collaro – 1 | Vigor Lamezia |  |

| 25 settembre 1988 3ª giornata | Campania | 3 Collaro-Maci- Liguori – 0 | Gela J.T. |  |

| 2 ottobre 1988 4ª giornata | Sorrento | 0 – 1 Collaro | Campania |  |

| 9 ottobre 1988 5ª giornata | Campania | 0 – 0 | Kroton |  |

| 16 ottobre 1988 6ª giornata | Atletico Leonzio | 0 – 1 Liguori | Campania |  |

| 23 ottobre 1988 7ª giornata | Campania | 2 Maci-Collaro – 1 | Cavese |  |

| 30 ottobre 1988 8ª giornata | Turris | 0 – 0 | Campania |  |

| 6 novembre 1988 9ª giornata | Campania | 2 Maci-Maci – 0 | Latina |  |

| 13 novembre 1988 10ª giornata | Lodigiani | 2 – 0 | Campania |  |

| 20 novembre 1988 11ª giornata | Campania | 2 Collaro-Maci – 1 | Afragolese |  |

| 27 novembre 1988 12ª giornata | Campania | 1 Liguori – 0 | Siracusa |  |

| Nola 4 dicembre 1988 13ª giornata | Nola            | 0 – 0 | Campania | Stadio Comunale Piazza d'Armi\| Arbitro: \| Rausa (Cosenza) \| |
| Arbitro:                          | Rausa (Cosenza) |       |          |                                                                |

| 11 dicembre 1988 14ª giornata | Campania | 0 – 0 | Battipagliese |  |

| 18 dicembre 1988 15ª giornata | Trapani | 0 – 0 | Campania |  |

| 31 dicembre 1988 16ª giornata | Campania | 0 – 0 | Cynthia |  |

| 8 gennaio 1989 17ª giornata | Benevento | 2 – 0 | Campania |  |

#### Girone di ritorno
| 15 gennaio 1989 18ª giornata | Campania | 3 Naccari-Naccari- Crisci – 1 | Juventus Stabia |  |

| 22 gennaio 1989 19ª giornata | Vigor Lamezia | 0 – 4 Naccari-Crisci-Liguori-Naccari | Campania |  |

| 5 febbraio 1989 20ª giornata | Gela J.T. | 0 – 1 Naccari | Campania |  |

| 12 febbraio 1989 21ª giornata | Campania | 1 Naccari – 0 | Sorrento |  |

| 19 febbraio 1989 22ª giornata | Kroton | 0 – 0 | Campania |  |

| 5 marzo 1989 23ª giornata | Campania | 0 – 0 | Atletico Leonzio |  |

| 12 marzo 1989 24ª giornata | Pro Cavese | 0 – 0 | Campania |  |

| 19 marzo 1989 25ª giornata | Campania | 2 Maci-Collaro – 1 | Turris |  |

| 25 marzo 1989 26ª giornata | Latina | 0 – 0 | Campania |  |

| 9 aprile 1989 27ª giornata | Campania | 3 Collaro-Pivotto-Naccari – 0 | Lodigiani |  |

| 16 aprile 1989 28ª giornata | Afragolese | 1 – 1 Bonanno | Campania |  |

| 23 aprile 1989 29ª giornata | Siracusa | 1 – 0 | Campania |  |

| Arbitro: | Masulli (Cremona) |

|                                                   |           |  |
| Costa 7’ Lorenzo Battaglia 44’ Maci 45’ Sacco 65’ | Marcatori |  |

| 14 maggio 1989 31ª giornata | Battipagliese | 0 – 3 Costa-Naccaro-Pivotto | Campania |  |

| 21 maggio 1989 32ª giornata | Campania | 2 Pivotto-Maci – 1 | Trapani |  |

| 28 maggio 1989 33ª giornata | Cynthia | 1 – 0 | Campania |  |

| 4 giugno 1989 34ª giornata | Campania | 3 – 0 | Benevento |  |

### Coppa Italia Serie C

#### Fase a gironi - Girone Q
| Arbitro: | Grimaldi (Catania) |

|                          |           |                  |
| Falanga 23’ Marrazzo 70’ | Marcatori | 78’ (rig.) Costa |

| Arbitro: | Dinelli (Lucca) |

|            |           |            |
| Cresci 45’ | Marcatori | 67’ Ciullo |